# Battaglia di Courtrai (1814)
La battaglia di Courtrai si svolse il 31 marzo 1814 nei pressi di Courtrai nell'odierno Belgio, nell'ambito dei più vasti eventi della guerra della sesta coalizione.
Parte della campagna secondaria combattuta nei Paesi Bassi contemporaneamente agli eventi principali che si stavano svolgendo nella Francia nord-orientale, lo scontro vide affrontarsi un contingente di truppe del Regno di Sassonia appoggiato da unità prussiane, al comando del generale Johann von Thielmann, e il I Corpo d'armata francese del generale Nicolas Joseph Maison, diretto a prestare aiuto alla guarnigione di Anversa posta sotto assedio da parte dei coalizzati: l'aggressivo von Thielmann si lanciò all'attacco nonostante la sua inferiorità numerica, venendo ben presto battuto e messo in rotta dalle forze di Maison.

## Antefatti

### La campagna invernale
La decisiva sconfitta subita da Napoleone Bonaparte nella battaglia di Lipsia il 19 ottobre 1813 portò al collasso del dominio francese in Germania e all'avanzata delle forze della Sesta coalizione alla volta dei confini della Francia stessa; mentre i principali eserciti dei coalizzati si dirigevano verso il corso centrale del Reno per procedere all'invasione della Francia nord-orientale, un corpo distaccato di truppe prussiane sotto il generale Friedrich Wilhelm von Bülow ricevette il compito di procedere all'occupazione dei Paesi Bassi, dove era scoppiata una vasta rivolta contro la dominazione francese.
Il III Corpo d'armata prussiano di Bülow, forte di 30 000 uomini e 96 pezzi d'artiglieria, varcò il confine con l'ex Regno d'Olanda il 23 novembre 1813; il 30 novembre Bülow sconfisse la divisione francese del generale Henri François Marie Charpentier nella battaglia di Arnhem, infliggendole 1 500 perdite al prezzo di 600 tra morti e feriti e continuando poi verso ovest andando a catturare Utrecht il 2 dicembre seguente. In combinazione con la rivolta degli olandesi e lo sbarco il 4 dicembre di una forza di 8 000 soldati britannici agli ordini del generale Thomas Graham, le truppe prussiane liberarono il nord dell'Olanda molto rapidamente, ma a dispetto di questo inizio promettente lo sforzo dei coalizzati entrò in una fase di stallo a fine dicembre quando il corpo russo del generale Ferdinand von Wintzingerode si rifiutò di prestare assistenza alle forze di Bülow.
Il 21 dicembre 1813 Napoleone nominò il generale Nicolas Joseph Maison in sostituzione del generale Charles Mathieu Isidore Decaen al comando di tutte le forze francesi nei Paesi Bassi, riunite nel I Corpo d'armata; l'imperatore diede ordine di fortificare pesantemente il porto di Anversa e di dotarlo di una guarnigione di 30 000 uomini: in realtà, ad Anversa non vi erano più di 10 000 soldati francesi e i piani di Napoleone si dimostrarono irrealistici. L'11 gennaio 1814 Bülow ottenne una vittoria tattica ai danni del corpo di Maison nella battaglia di Hoogstraten, e due giorni dopo i prussiani e la brigata britannica del generale Samuel Gibbs riportarono un secondo successo in uno scontro con i francesi a Merksem; ad ogni modo, le pesanti difese di Anversa convinsero Bülow a non assalire la città ma a lasciare solo una forza a bloccare la guarnigione francese e a riportare il resto del suo corpo d'armata indietro fino a Breda, spingendo il britannico Graham a fare altrettanto.

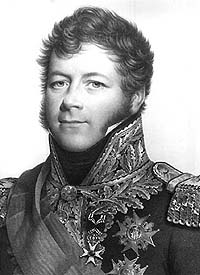
Il generale Nicolas Joseph Maison, comandante delle forze francesi

Il 13 gennaio il corpo russo di Wintzingerode iniziò ad attraversare il Reno, spingendo il maresciallo Jacques Macdonald, che difendeva il settore a est di Maison, a ritirarsi verso sud-ovest; Wintzingerode avanzò molto lentamente, attendendo di essere raggiunto dal III Corpo d'armata tedesco del duca Carlo Augusto di Sassonia-Weimar-Eisenach. Il 1º febbraio Maison abbandonò Bruxelles, lasciando la divisione del generale François Roguet e altri 8 000 soldati addizionali a presidiare Anversa: questo lasciava sotto il controllo di Maison solo 4 133 soldati, che furono fatti ritirare su Lilla. Ansioso di ricongiungersi alle principali armate dei coalizzati impegnate nella Francia nord-orientale, Bülow ordinò una serie di attacchi contro la fortezza di Gorinchem che però si rivelarono un insuccesso, come parimenti si risolse in una sconfitta un attacco da parte di prussiani e britannici in direzione di Anversa tra il 1º e il 6 febbraio; il generale francese Antoine-Guillaume Rampon si arrese poi ai prussiani con la fortezza di Gorinchem il 7 febbraio. Bülow occupò Bruxelles l'8 febbraio e lasciò il Belgio alla volta della Francia per il 18 febbraio seguente, muovendo su Laon dopo aver distaccato alle sue spalle una brigata.

### La campagna primaverile
Il 16º Distretto militare francese, agli ordini del generale Antoine François Brenier de Montmorand, fu in grado di radunare con la leva militare solo 6 600 uomini per rinforzare l'armata di Maison: questi coscritti erano poveramente equipaggiati e vestiti, e Maison decise di impiegarli unicamente in ruoli di guarnigione prendendo solo 1 100 uomini con cui rinforzare le sue forze campali. Con queste deboli forze Maison dovette fronteggiare a Lilla un attacco da tre direzioni sferrato il 21 marzo 1814 dalla divisione sassone del generale Johann von Thielmann, parte del III Corpo d'armata tedesco: dopo alcuni duri scontri, due colonne riuscirono ad attraversare il corso del fiume Marque e ad avanzare su Lezennes, ma i sassoni furono contrattaccati sul fronte dalla divisione del generale Pierre Barrois mentre la fanteria del generale Jean-Baptiste Solignac e la cavalleria francese muovevano sul fianco del nemico in direzione di Sainghin-en-Mélantois; con il loro fianco sinistro in pericolo, i sassoni ripiegarono sul Marque ma furono caricati dalla cavalleria francese a Bouvines venendo obbligati a ritirarsi in direzione di Tournai.
Nel tardo marzo 1814, il I Corpo d'armata francese poteva annoverare 7 103 uomini di cui 5 611 fanti, 1 015 cavalieri e 477 artiglieri con 21 cannoni; nella speranza di rimpolpare la sua scarsa forza, Maison ordinò al comandante della guarnigione di Anversa, generale Lazare Carnot, di preparare la divisione del generale Rouget per una sortita dalla piazzaforte. Quando ricevette notizia che il III Corpo tedesco del duca Carlo Augusto stava radunando le sue forze per attaccare Maubeuge, Maison decise di sfruttare questa opportunità e il 25 marzo lasciò Lilla con il grosso delle sue forze; più tardi quel giorno, i francesi respinsero il freikorps prussiano del maggiore Friedrich von Hellwig da Menin e Maison distaccò una brigata sotto il generale Raymond Pierre Penne a est in direzione di Petegem affinché i coalizzati pensassero che il suo bersaglio era Oudenaarde.

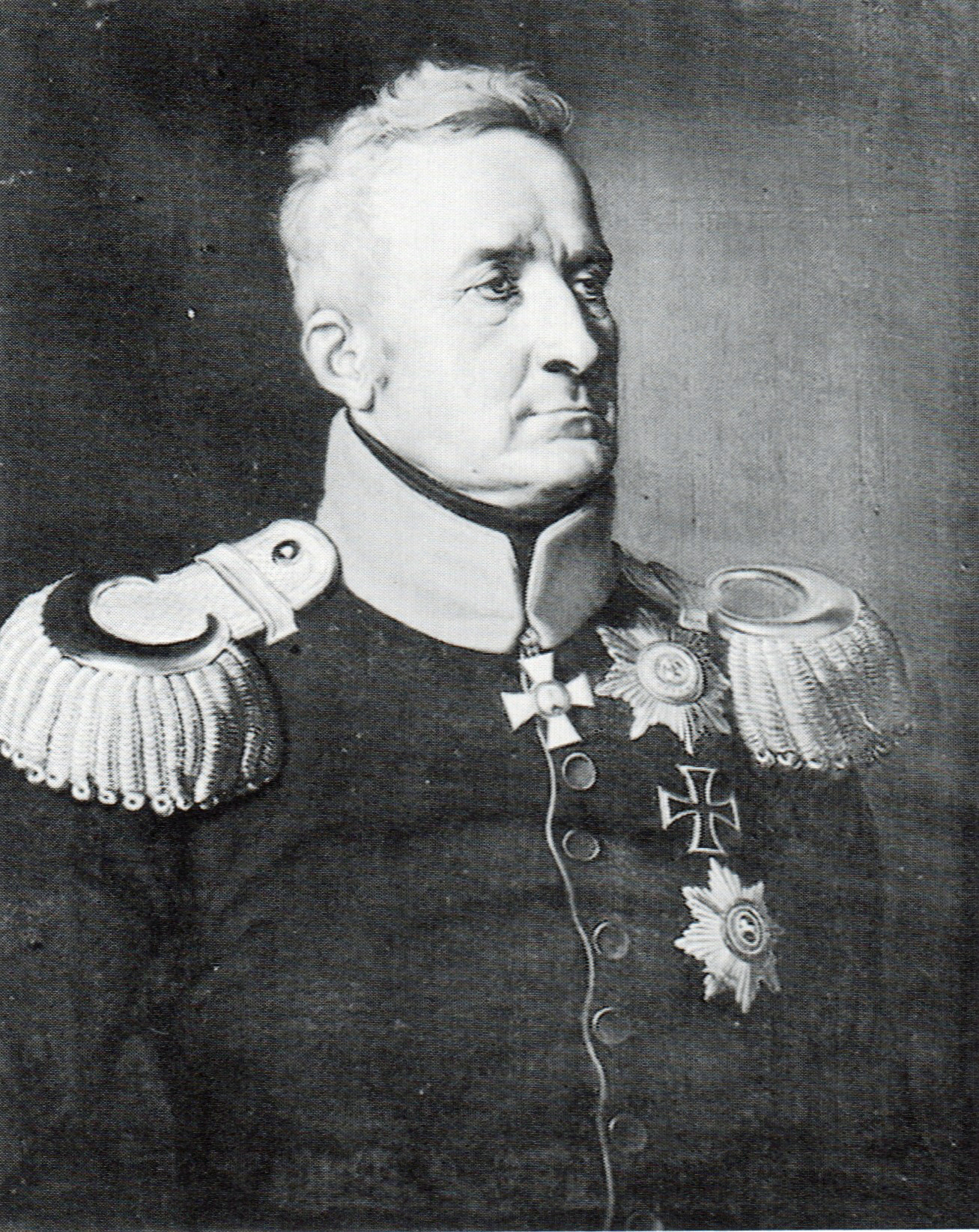
Il generale Johann von Thielmann, comandante della divisione sassone

Il 26 marzo la brigata di Penne virò a nord e si ricongiunse al resto del I Corpo andando a costituirne l'avanguardia. I francesi superarono Deinze e raggiunsero Gand alle 14:00, cogliendo di sorpresa il debole presidio dei coalizzati costituito da un reggimento belga ancora in formazione, 200 cosacchi e due pezzi d'artiglieria: i cosacchi caricarono coraggiosamente i francesi avanzanti, ma furono fatti a pezzi dalla controcarica dei "lancieri rossi" della Guardia imperiale e il resto della guarnigione di Gand fu fatto prigioniero; in quanto cittadini dell'Impero francese, i soldati belgi erano passibili di pena di morte come traditori, ma Maison decise di risparmiarli. Da Gand il comandante francese inviò il suo capo di stato maggiore colonnello Villatte ad Anversa con una piccola scorta: Villatte raggiunse Anversa quella notte recapitando un messaggio di Maison a Carnot nel quale si ordinava la sortita della divisione di Rouget e di tutta la cavalleria disponibile.
Il 27 marzo la divisione di Rouget lasciò Anversa e raggiunse Gontrode nelle vicinanze di Gand: questi rinforzi portarono gli effettivi del I Corpo francese a 9 700 fanti, 1 360 cavalieri e 35 cannoni. Maison sperava di convincere i coalizzati che le sue intenzioni erano di attaccare Bruxelles passando per Aalst, quando in realtà voleva solo rientrare a Lilla in sicurezza, ma quando Thielmann fu informato della cattura di Gand da parte dei francesi mosse su Oudenaarde con 5 000 sassoni in sette battaglioni. Thielmann dedusse correttamente che la sortita da Anversa era una manovra per rinforzare le forze campali del I Corpo francese, ma il suo superiore Carlo Augusto abboccò alla finta di Maison e credette che i francesi fossero in marcia su Bruxelles: il duca ritirò la divisione del generale Ludwig von Wallmoden-Gimborn da Lovanio e la inviò ad Aalst dove concentrò 9 000 fanti e 900 cavalieri; distaccamenti dei coalizzati furono inviati a occupare Courtrai, Deinze e Harelbeke mentre il freikorps di Helwig fu inviato ad osservare i movimenti nemici a Valenciennes e Condé-sur-l'Escaut. L'unica minaccia reale al ripiegamento di Maison su Lilla rimasero quindi le forze di Thielmann, il quale poteva ora disporre di 12 000 fanti e 500 cavalieri. Il 30 marzo Maison lasciò Gand e scese verso sud-ovest lungo il corso del fiume Leie con il grosso del I Corpo; per mascherare la sua manovra, il francese inviò la divisione del generale Solignac e uno squadrone di cacciatori a cavallo della Guardia imperiale più a est in direzione di Petegem. A Deinze i francesi spazzarono via con facilità la piccola forza nemica che teneva la cittadina, muovendo poi su Courtrai che fu prontamente evacuata dalla cavalleria prussiana all'apparire dei francesi.

## La battaglia

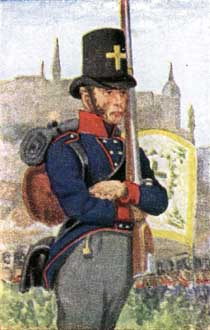
Un soldato della Landwehr sassone con l'uniforme del periodo 1813-1815

Dopo aver scoperto che Maison aveva evacuato Gand, Thielmann mosse verso sud-ovest alla volta di Avelgem nella speranza di intercettare la divisione distaccata di Solignac; strada facendo il generale sassone raccolse con sé vari gruppi dispersi e inviò un messaggio a Wallmoden invitandolo a marciare su Oudenaarde per aiutarlo a sconfiggere i francesi. Delle due brigate che componevano la divisione sassone di Thielmann, la 2ª Brigata sotto il comando del principe Paul von Württemberg prese la strada principale da Avelgem mentre la 1ª Brigata del generale von Brause respinse gli avamposti francesi da Zwevegem; il 1º Battaglione del 1º Reggimento Landwehr sassone copriva il fianco destro da Harelbeke mentre il Freikorps di Hellwig copriva il fianco sinistro in direzione di Bellegem. Il 2º e 3º Battaglione della Landwehr sassone e quattro cannoni andarono a costituire la riserva mentre il resto della 1ª Brigata formava il centro dello schieramento. Quando Brause riferì di aver individuato una linea di truppe francesi davanti a lui a Zwevegem, Thielmann e il principe Württemberg vennero avanti per investigare; dopo un'ispezione, Thielmann decise quindi di far avanzare le sue truppe.
La 2ª Brigata sassone si dispose con due battaglioni e mezzo schierati sul fronte, con altri due battaglioni (il 3º Battaglione della Landwehr e il Battaglione Schwarzberg della Landwehr) posizionati in riserva sulla collina di Windmill. Avvistando il nemico in avvicinamento solo dalla direzione di Oudenaarde, Maison decise di avvolgerlo sui fianchi: a Solignac fu ordinato di muovere su Bellegem per attaccare il fianco sinistro dei sassoni mentre la divisione di Barrois avanzava su Harelbeke per convergere sul fianco destro del nemico; la divisione di Rouget, supportata dalla cavalleria del generale Castex, avrebbe tenuto il centro con le altre divisioni che ruotavano verso l'interno. La qualità delle truppe a disposizione di Maison era superiore rispetto a quella del nemico: le unità francesi consistevano di coscritti tenuti insieme da quadri di veterani esperti, mentre la Landwehr sassone non era mai stata testata in battaglia fino ad allora.

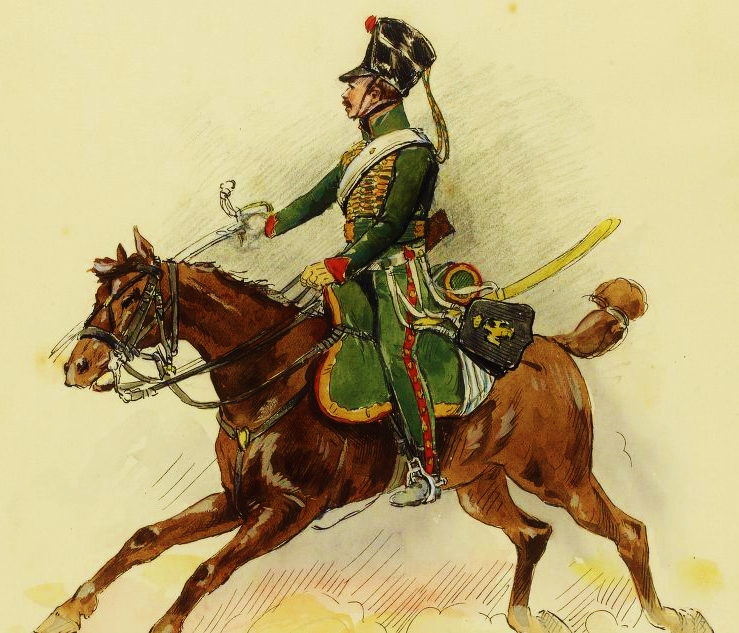
Un cacciatore a cavallo francese

Il principe Württemberg schierò il 1º e 2º Battaglione del 3º Reggimento Landwehr in una colonna chiusa con il Battaglione Bernberg dietro di loro; mandando avanti cinque compagnie di sassoni e due compagnie del Battaglione Schwarzberg come schermagliatori, il principe ordinò un attacco generale apparentemente senza aver avuto specifici ordini in merito. Maison rispose ordinando a un corpo di schermagliatori francesi di bersagliare il fianco sinistro delle forze di Thielmann mentre quattro dei battaglioni della divisione di Rouget venivano spinti in avanti; questo attacco respinse indietro il 1º Battaglione del 1º Reggimento Landwehr, mentre contemporaneamente una larga parte delle forze sassoni veniva impegnata in inutili duelli di fucileria.
Quando finalmente Thielmann realizzò di aver ingaggiato l'intero I Corpo d'armata francese, ordinò immediatamente una ritirata. Il 2º e 3º Battaglione del 1º Reggimento Landwehr furono tratti fuori da una difficile situazione grazie a una carica degli ussari sassoni, ma quando le divisioni di Barrois e Solignac si avventarono sui fianchi del nemico la coesione dei reparti di Thielmann venne meno. Il generale Castex guidò in una carica il 2º Reggimento degli Chasseurs à Cheval della Guardia imperiale, i quali misero in rotta i cavalieri del Reggimento corazzieri sassone e si avventarono sulla fanteria nemica: le formazioni sassoni si disgregarono, con i soldati che si diedero a una fuga individuale attraverso le campagne, mentre il 2º e 3º Battaglione del 3º Reggimento Landwehr furono intrappolati contro un muro di cinta arrendendosi poi in massa ai francesi. La brigata francese di Darriule inseguì il nemico fino all'abitato di Kerkhove, spingendo alcuni sassoni presi dal panico a tuffarsi nelle acque del fiume Schelda dove molti annegarono.

## Conseguenze
Le perdite riportate da entrambe le parti nello scontro sono difficili da stimare. Alcune fonti conteggiano le perdite dei francesi in 24 ufficiali e circa 800 uomini tra morti e feriti, su un totale di 7 500 fanti, 2 000 cavalieri e 36 cannoni ingaggiati in battaglia; per i sassoni, le medesime fonti danno un totale di 1 908 perdite di cui 695 tra morti e feriti e 1 213 prigionieri unitamente a due cannoni catturati, su un totale di 3 800 uomini e sei cannoni impegnati nello scontro. Altre fonti indicano in 300 le perdite francesi e danno varie stime delle perdite dei sassoni: un rapporto indica 255 morti, 440 feriti e 512 prigionieri per un totale di 1 207 perdite, ma vari altri resoconti riportano un totale per i sassoni di 1 900, 1 100 o 8-900 perdite totali oltre a tre cannoni catturati dal nemico; il 2º e 3º Battaglione del 3º Reggimento Landwehr subirono le perdite più gravi, tanto che le due unità dovettero essere amalgamante nei giorni seguenti.
Dopo la battaglia, Maison inviò Solignac verso Tournai seguito dalla divisione di Rouget e dalla cavalleria: mentre la divisione di Barrois teneva sotto controllo la strada per Avelgem, l'artiglieria francese bombardò i 2 000 soldati coalizzati ammassati a Tournai fino a notte; in realtà, la mossa di Maison su Tournai non era altro che una manovra diversiva per distrarre il nemico mentre il suo lento treno di salmerie raggiungeva Lilla in tutta sicurezza. Mentre era in corso lo scontro di Courtrai, le truppe di Wallmoden avevano marciato da Aalst a Oudenaarde distaccando una colonna sotto il generale Heinrich Christoph von Lottum per rioccupare Gand: quando Lottum cercò di entrare a Courtrai, andò a sbattere contro la guarnigione francese in ritirata dalla città e fu costretto a ripiegare ad Harelbeke. Informato della sconfitta di Courtrai, il duca Carlo Augusto inviò la martoriata divisione sassone di Thielmann verso Tournai, assegnò alla divisione del generale Karl Christian Erdman von Lecoq il compito di occupare Mons, spedì Wallmoden a Lessines e schierò la sua riserva nei pressi di Ath: Maison venne così a ritrovarsi in pesante inferiorità numerica, e non ebbe altra scelta che abbandonare Courtrai e ritirarsi su Lilla.
Nei giorni seguenti Maison mosse verso Valenciennes con la speranza di disturbare le linee di comunicazione dei coalizzati, raggiungendo al città il 5 aprile; quello stesso giorno ricevette un messaggio che lo informava dell'avvenuta occupazione di Parigi da parte del nemico: il francese si mise subito in contatto con Thielmann, stipulando poi il 7 aprile un armistizio che pose fine alle ostilità nel Belgio meridionale.